# Voo VASP 375
O Voo VASP 375 foi uma rota comercial doméstica operada pela Viação Aérea São Paulo (VASP) utilizando um Boeing 737-317. Em 29 de setembro de 1988, a aeronave partiu do Aeroporto Internacional de Porto Velho, em Rondônia, com destino ao Aeroporto Internacional do Galeão, no Rio de Janeiro, e previsão de quatro escalas nos aeroportos de Cuiabá, Brasília, Goiânia e Belo Horizonte. Na fase final do voo, entre Belo Horizonte e Rio de Janeiro, um dos passageiros anunciou o sequestro da aeronave e ordenou os pilotos para desviar a rota em direção a Brasília, com o objetivo de colidir a aeronave contra o Palácio do Planalto, sede do Gabinete do Presidente do Brasil, devido a um descontentamento dele com ações políticas adotadas pelo presidente José Sarney.
O sequestrador, identificado como Raimundo Nonato Alves da Conceição e que portava um revólver calibre .32, matou o copiloto Salvador Evangelista com um tiro na nuca após este tentar contato com o controle de tráfego aéreo. Após o sequestrador solicitar um novo desvio na rota, desta vez para São Paulo, o piloto executou uma manobra denominada "tonneau", onde a aeronave executa um giro completo através de seu eixo longitudinal, mesmo desconhecendo se a aeronave poderia sustentar tal manobra. A decisão de executar tal manobra ocorreu para tentar desequilibrar o sequestrador, e pousar no aeroporto de Goiânia, o que não ocorreu com sucesso então o piloto, quase sem combustível e próximo ao aeroporto de Goiânia, executou uma queda em parafuso de nove mil metros que desequilibrou e atordoou o sequestrador. O sequestrador, após exigir uma aeronave menor para fugir, foi baleado com três tiros pela equipe de elite da Polícia Federal, vindo a falecer alguns dias depois, vítima de anemia falciforme.
O acidente, que obteve repercussão nacional e internacional, teve sua causa principal atribuída à falta de segurança nos aeroportos brasileiros na época, que não contavam com máquinas de raios-x e detecção de metais. O sequestro é o mais notório ocorrido no Brasil.

## Contexto
O maranhense Raimundo Nonato Alves da Conceição nasceu em Vitorino Freire, vindo de uma família pobre do interior do Pará, e tinha um estilo de vida reservado e sem vícios. Foi tratorista em várias empresas de construção, e chegou a trabalhar em obras da empreiteira Mendes Júnior no Iraque. Na época com 28 anos, havia sido demitido de uma obra, e ficou em situação difícil por não conseguir encontrar outro emprego. No final da década de 80, o Brasil enfrentava uma péssima fase econômica com elevados índices de desemprego e inflação. Raimundo Nonato decidiu punir quem achava ser culpado pela má situação pela qual ele e o país passavam: o então presidente da República, José Sarney, lançando um avião contra o Palácio do Planalto, onde fica o Gabinete Presidencial.

## Aeronave
O avião envolvido no sequestro era um Boeing 737-317, número de série 23176, numeração Boeing 1213, prefixo PP-SNT. Realizou o primeiro voo em 18 de março de 1986, tendo como primeiro cliente a Canadian Pacific Air Lines. No mesmo ano a aeronave foi arrendada pela VASP junto a GPA - Guinness Peat Aviation, sendo retomada por falta de pagamento no último trimestre de 1992. Em 1993 foi repassada para a Morris Air Service e em 1995 foi adquirida pela Southwest Airlines sob o prefixo N698SW. Encerrou sua carreira em 2013 sendo abandonado numa pista de pouso no Canadá até ser desmanchado.

## Sequestro
Raimundo comprou um revólver calibre .32 e embarcou no voo VP-375. É importante ressaltar que na época, aparelhos de raios-X e detectores de metal não eram utilizados para verificar bagagens no Aeroporto de Confins, o que permitiu a passagem livre do passageiro. O voo, que vinha de Porto Velho e fazia escala em Belo Horizonte, decolou às 10h52 e cerca de 20 minutos após a decolagem, com o avião já no espaço aéreo do Rio de Janeiro, Raimundo Nonato anunciou o sequestro: disse que queria entrar na cabine e baleou Ronaldo Dias, um comissário de bordo, quando este tentou impedi-lo. Na época a porta da cabine das aeronaves não era blindada e Raimundo Nonato disparou diversos tiros contra ela. Um desses tiros acabou acertando o tripulante extra, Gilberto Renhe, que teve a perna fraturada. Outro disparo acabou acertando o painel do avião, o que fez a tripulação optar por abrir a porta para cessar os disparos. Sem que o sequestrador percebesse, o piloto Fernando Murilo de Lima e Silva acionou pelo transponder o código 7500, que na linguagem da aeronáutica, indica interferência ilícita (sequestro). Quando tentava atender à resposta do CINDACTA pelo rádio, o co-piloto Salvador Evangelista foi baleado na nuca pelo sequestrador e morreu na hora. Em seguida, Raimundo Nonato apontou o revólver para o piloto e exigiu que a aeronave fosse desviada imediatamente para Brasília.
Persuadido pelo comandante que as condições de visibilidade não eram boas para aproximação em Brasília (tratava-se na verdade de uma estratégia do piloto para enganar o sequestrador), Raimundo Nonato acabou desistindo de jogar o avião contra o Palácio do Planalto, mas impediu o comandante de pousar o avião quase sem combustível no Aeroporto Internacional de Brasília e na Base Aérea de Anápolis. O voo prosseguiu para Goiânia, a FAB colocou um Mirage III para interceptar e acompanhar o voo, pilotado pelo tenente Walter Ricardo Gallette. Raimundo teria decidido então levar o Boeing para São Paulo, mas foi alertado por Fernando Murilo que não havia combustível para isso. Segundos depois um dos motores do avião começou a falhar e Fernando Murilo executou manobras acrobáticas nunca antes feitas com um avião daquele porte repleto de passageiros com a intenção de desequilibrar o sequestrador e pousar a aeronave. A estratégia funcionou e Raimundo Nonato acabou sendo jogado para longe da cabine, mas assim que o avião estabilizou conseguiu ficar de pé e empunhar novamente a arma. O pouso em Goiânia, no Aeroporto Internacional Santa Genoveva aconteceu às 13h45. Em terra, o sequestro e as negociações continuaram por várias horas.
O sequestrador chegou a exigir um avião menor para fugir, mas por volta das 19h, quando descia a escada do avião usando o comandante como escudo, acabou sendo baleado três vezes pela equipe de elite da Polícia Federal. Morreu dias depois, vítima de anemia falciforme, sem relação com os tiros, segundo o legista Fortunato Badan Palhares. Na época, a morte inesperada do sequestrador gerou, e até hoje gera especulação de que ele teria sido morto com uma injeção letal aplicada pela própria polícia.

## Consequências
O comandante Fernando Murilo foi condecorado com a Ordem do Mérito Aeronáutico na época do acidente, mas nunca recebeu um agradecimento oficial da presidência pelos seus feitos. Em 2001, 13 anos após o acidente, o piloto recebeu o troféu Destaque Aeronauta do Sindicato Nacional dos Aeronautas por sua contribuição em evitar uma tragédia maior naquele dia. Fernando Murilo faleceu em 26 de agosto de 2020, aos 76 anos, por insuficiência respiratória.
Em 2011, a Infraero foi condenada em segunda instância a pagar uma indenização de R$250 mil para Wendy Evangelista, filha do co-piloto Salvador Evangelista que morreu no sequestro. A justiça considerou que a entrada de um passageiro com um revólver dentro do avião foi um erro grave, não existindo normas de segurança adequadas na época.

## Na cultura popular
Em 2000, o sequestro foi descrito no livro "Caixa-preta" do escritor brasileiro Ivan Sant'anna.
A produtora Escarlate produziu em 2023 um filme sobre o caso, O Sequestro do Voo 375. O filme foi gravado nos estúdios da antiga Companhia Cinematográfica Vera Cruz.